# Турпин, Джерри
Джерри Турпин (англ. Gerry Turpin; 1 сентября 1925, Уондсуэрт, Большой Лондон — 16 сентября 1997, Глостершир, Юго-Западная Англия) — английский кинооператор.

## Биография
Родился 1 сентября 1925 года в Уондсуэрте, Англия. Работать в кино начал с 1945 года, дебютировав как кинооператор на съёмках фильма «Гвардия королевы» в 1961 году. В 1965 году был номинирован на премию BAFTA за лучшую операторскую работу в фильме «Сеанс дождливым вечером».
Дважды становился лауреатом премии BAFTA, за фильм «Шептуны» в 1968 году и за картину «О, что за чудесная война» в 1970 году, за работу в которой также был награждён премией Британского общества кинооператоров.
Был членом Британского общества кинооператоров. Умер 16 сентября 1997 года в районе Северный Котсуолд в Глостершире, Англия.

## Избранная фильмография
- 1964 — Сеанс дождливым вечером / Seance on a Wet Afternoon (реж. Брайан Форбс)
- 1967 — Шептуны / The Whisperers (реж. Брайан Форбс)
- 1968 — Смертельное падение / Deadfall (реж. Брайан Форбс)
- 1969 — О, что за чудесная война / Oh! What a Lovely War (реж. Ричард Аттенборо)
- 1970 — Хоффман / Hoffman (реж. Элвин Ракофф)
- 1972 — Молодой Уинстон / Young Winston (реж. Ричард Аттенборо)
- 1973 — Последний круиз на яхте «Шейла» / The Last Of Sheila (реж. Герберт Росс)